# Franco CFA

Países que utilizan el:
Franco CFA de África Occidental (XOF)
Franco CFA de África Central (XAF)

El franco CFA (oficialmente: Franco de la comunidad financiera africana; en francés: Franc de la communauté financière d'Afrique, abreviado como F.CFA) es el nombre de dos monedas: el franco CFA de África Occidental, utilizado en ocho países de África Occidental, y el franco CFA de África Central, utilizado en seis países de África Central. Los códigos de moneda ISO son XAF para el franco CFA de África Central y XOF para el franco CFA de África Occidental. Aunque las dos monedas comúnmente reciben el mismo nombre de franco CFA y (actualmente) tienen el mismo valor, no son intercambiables. Por tanto, no se trata de una zona monetaria común sino de dos zonas yuxtapuestas. El 22 de diciembre de 2019, se anunció que la moneda de África Occidental sería reformada y reemplazada por una moneda independiente que se llamaría eco.
Ambos francos CFA tienen un tipo de cambio fijo con respecto al euro: 100 francos CFA = 0,152449 €; o 1 € = 655,957 francos CFA.

## Uso
Los francos CFA se utilizan en catorce países: doce naciones anteriormente gobernadas por Francia en África Occidental y Central (excluyendo Guinea y Mauritania, que se retiraron), además de Guinea-Bisáu (antigua colonia portuguesa) y Guinea Ecuatorial (antigua colonia española). Estos catorce países tienen una población combinada de 193,1 millones de personas (en 2021) y un PIB combinado de 283 000 millones de dólares (en 2021).En los últimos años su uso se ha generalizado como moneda de ahorro y para transacciones comerciales en Nigeria y Ghana por la fuerte devaluación de sus monedas. La depreciación del naira y del cedi ghanes del orden del 90 por ciento ha provocado la extensión de la utilización del Franco en dichos países ya que es más fácilmente convertible y más estable que las dos monedas nigeriana y ghanesa.

## Evaluación
La moneda ha sido criticada por hacer que la planificación económica para los países en desarrollo del África occidental francesa sea casi imposible, ya que el valor del CFA está vinculado al euro (cuya política monetaria la establece el Banco Central Europeo). Otros no están de acuerdo y argumentan que el CFA "ayuda a estabilizar las monedas nacionales de los países miembros de la Zona Franca y facilita enormemente el flujo de exportaciones e importaciones entre Francia y los países miembros". La propia evaluación de la Unión Europea sobre el vínculo del franco CFA con el euro, realizada en 2008, señaló que "los beneficios de la integración económica dentro de cada una de las dos uniones monetarias de la zona del franco CFA, y más aún entre ellas, permanecieron notablemente bajos" pero que "la vinculación al franco francés y, desde 1999, al euro como ancla del tipo de cambio suele tener efectos favorables en la región en términos de estabilidad macroeconómica".

## Nombre
Entre 1945 y 1958, CFA significaba Colonies françaises d'Afrique ("colonias francesas de África"); luego fue reemplazado por Communauté française d'Afrique ("Comunidad Francesa de África") entre 1958 (establecimiento de la Quinta República Francesa) y la independencia de estos países africanos a principios de la década de 1960. Desde la independencia, CFA significa Communauté Financière Africaine ("Comunidad Financiera Africana"), pero en el uso real, el término puede tener dos significados (véase la sección Instituciones).

## Historia

### Creación

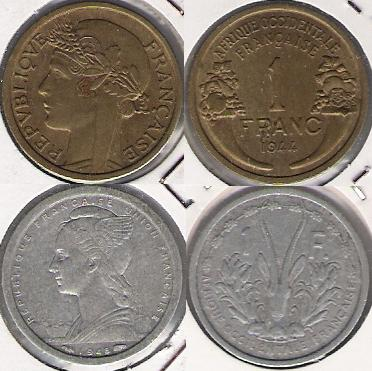
Monedas de un franco de África Occidental Francesa de 1944 y 1948.

El franco CFA se creó el 26 de diciembre de 1945, junto con el franco CFP. El motivo de su creación fue la debilidad del franco francés inmediatamente después de la Segunda Guerra Mundial. Cuando Francia ratificó el Acuerdo de Bretton Woods en diciembre de 1945, se devaluó el franco francés para fijar un tipo de cambio fijo con el dólar estadounidense. Se crearon nuevas monedas en las colonias francesas para evitarles la fuerte devaluación, lo que les facilitó la importación de bienes de Francia (y al mismo tiempo les dificultó exportar bienes a Francia). Los funcionarios franceses presentaron la decisión como un acto de generosidad. René Pleven, el ministro de Finanzas francés, fue citado diciendo:

En una muestra de su generosidad y desinterés, la Francia metropolitana, queriendo no imponer a sus hijas lejanas las consecuencias de su propia pobreza, establece tipos de cambio diferentes para su moneda.

### Tipo de cambio
El franco CFA se creó con un tipo de cambio fijo frente al franco francés. Este tipo de cambio se modificó sólo dos veces, en 1948 y en 1994 (además de la adaptación nominal al nuevo franco francés en 1960 y al euro en 1999).
Tipos de cambio:
- 26 de diciembre de 1945 al 16 de octubre de 1948 – F.CFA 1 = 1,70 franco francés. Esta prima de 70 céntimos es consecuencia de la creación del franco CFA, que ahorró a las colonias africanas francesas la devaluación de diciembre de 1945 (antes de diciembre de 1945, 1 franco local en estas colonias valía 1 franco francés).
- 17 de octubre de 1948 al 31 de diciembre de 1959 – F.CFA 1 = 2 francos franceses. El franco CFA había seguido la devaluación del franco francés frente al dólar estadounidense en enero de 1948, pero el 18 de octubre de 1948, el franco francés se devaluó nuevamente y esta vez el CFA el franco fue revaluado frente al franco francés para compensar casi la totalidad de esta nueva devaluación del franco francés; después de octubre de 1948, el CFA siguió todas las devaluaciones sucesivas del franco francés.
- 1 de enero de 1960 al 11 de enero de 1994 – F.CFA 1 = NF 0,02. El 1 de enero de 1960 el franco francés se redenominó, con 100 francos antiguos convirtiéndose en 1 franco nuevo (NF).
- 12 de enero de 1994 al 31 de diciembre de 1998 – F.CFA 1 = F 0,01. Una devaluación del 50% de la noche a la mañana.
- A partir del 1 de enero de 1999 – 100 F.CFA = 0,152449 € o 1 euro = 655.957 F.CFA. El 1 de enero de 1999 el euro reemplazó al franco francés (FRF) a razón de 6,55957 FRF por 1 euro.

Los eventos de 1960 y 1999 simplemente reflejan cambios en la moneda en uso en Francia: el valor relativo real del franco CFA frente al franco francés/euro solo cambió en 1948 y 1994.

### Cambios en los países que utilizan el franco CFA
Con el tiempo, la cantidad de países y territorios que utilizan el franco CFA ha cambiado, ya que algunos países comenzaron a introducir sus propias monedas por separado. Un par de naciones de África occidental también optaron por adoptar el franco CFA desde su introducción, a pesar de que nunca habían sido colonias francesas.
- 1960: Guinea se va y comienza a emitir francos guineanos.[1]
- 1962: Malí se va y comienza a emitir francos malienses.[1]
- 1973: Madagascar se va (en 1972, según otra fuente) y comienza a emitir sus propios francos, el franco malgache, que funcionaba al mismo tiempo que el ariary malgache (1 ariary = 5 francos malgaches).[1]
- 1973: Salida de Mauritania, sustitución del franco por la uguiya mauritana (1 ouguiya = 5 francos CFA).[1]
- 1974: San Pedro y Miquelón adopta el franco francés, que luego cambió al euro
- 1975: Reunión adopta el franco francés,[11] que luego cambió al euro.
- 1976: Mayotte adopta el franco francés, que luego cambió al euro.
- 1984: Malí se reincorpora (1 franco CFA = 2 francos malienses).[1]
- 1985: Se une Guinea Ecuatorial (1 franco = 4 bipkwele)
- 1997: Se incorpora Guinea-Bisáu (1 franco = 65 pesos)

### Unión Monetaria Europea
En 1998, en previsión de la Unión Económica y Monetaria de la Unión Europea, el Consejo de la Unión Europea abordó los acuerdos monetarios que Francia tenía con la Zona CFA y las Comoras y dictaminó que:
- Es poco probable que los acuerdos tengan un efecto material en la política monetaria y cambiaria de la Eurozona.
- En sus formas y estados de aplicación actuales, es poco probable que los acuerdos supongan algún obstáculo para el buen funcionamiento de la unión económica y monetaria.
- Nada en los acuerdos puede interpretarse como una obligación para el Banco Central Europeo (BCE) o cualquier banco central nacional de apoyar la convertibilidad de los francos CFA y comorense.
- Las modificaciones de los acuerdos existentes no generarán ninguna obligación para el Banco Central Europeo o cualquier banco central nacional.
- El Tesoro francés garantizará la libre convertibilidad a una paridad fija entre el euro y los francos CFA y comoranos.
- Las autoridades francesas competentes mantendrán informados a la Comisión Europea, al Banco Central Europeo y al Comité Económico y Financiero sobre la aplicación de los acuerdos e informarán al Comité antes de los cambios de paridad entre el euro y el CFA y los francos comoranos.
- Cualquier cambio en la naturaleza o el alcance de los acuerdos requeriría la aprobación del Consejo sobre la base de una recomendación de la Comisión y una consulta del BCE.

### Crítica y reemplazo en África Occidental
Los críticos señalan que la moneda está controlada por el tesoro francés y, a su vez, los países africanos canalizan más dinero a Francia del que reciben en ayuda y no tienen soberanía sobre sus políticas monetarias. En enero de 2019, los ministros italianos acusaron a Francia de empobrecer a África a través del franco CFA. Sin embargo, continuaron las críticas al franco CFA, provenientes de varias organizaciones africanas. El 21 de diciembre de 2019, el presidente Alassane Ouattara de Costa de Marfil y el presidente Emmanuel Macron de Francia anunciaron una iniciativa para reemplazar el franco CFA de África Occidental por el eco. Posteriormente, se inició una reforma del franco CFA de África Occidental. En mayo de 2020, la Asamblea Nacional francesa acordó poner fin al compromiso de Francia con el franco CFA de África Occidental. Los países que utilicen la moneda ya no tendrán que depositar la mitad de sus reservas de divisas en el Tesoro francés. Se espera que el franco CFA de África Occidental pase a llamarse "eco" en un futuro próximo.
La Comunidad Económica de los Estados de África Occidental (ECOWAS, por sus siglas en inglés), más amplia, de la cual los miembros de la UEMOA también son miembros, planea introducir su propia moneda común para sus Estados miembros para 2027, para la cual también han adoptado formalmente el nombre de eco.

### Debate público por el fin de la moneda en África Central
El 25 de abril de 2023 se realizó en París la reunión ministerial de la Comunidad Económica y Monetaria de África Central (Cemac) y Francia, en donde se discutió el tema del franco CFA. Por parte francesa, la garantía otorgada al franco CFA, y la seguridad de su convertibilidad, se percibe como un vector de estabilidad económica para la región. Francia se mantiene "abierta" y "disponible" para avanzar en una reforma de la cooperación monetaria en África Central, tal como ha podido llevarse a cabo en África Occidental. Francia dice que está lista para recibir las propuestas de la CEMAC.

## Instituciones
Hay dos monedas diferentes llamadas franco CFA: el franco CFA de África Occidental (código de moneda ISO 4217 XOF) y el franco CFA de África Central (código de moneda ISO 4217 XAF). Se distinguen en francés por el significado de la abreviatura CFA. Estos dos francos CFA tienen el mismo tipo de cambio con el euro (1 euro = 655,957 XOF = 655,957 XAF), y ambos están garantizados por el tesoro francés (Trésor public), pero el franco CFA de África Occidental no se puede utilizar en los países de África Central, y el franco CFA de África Central no se puede utilizar en los países de África Occidental.

### África Occidental

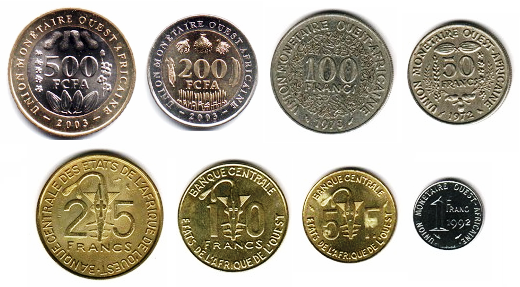
Monedas de francos CFA de África Occidental.

El franco CFA de África Occidental (XOF) se conoce en francés como Franc CFA, donde CFA significa Communauté financière d'Afrique ("Comunidad financiera de África") o Communauté Financière Africaine ("Comunidad financiera africana"). Es emitido por el BCEAO (Banque Centrale des États de l'Afrique de l'Ouest, es decir, "Banco Central de los Estados de África Occidental"), con sede en Dakar (Senegal), para los ocho países de la UEMOA (Union Économique et Monétaire Ouest Africaine, es decir, "Unión Económica y Monetaria de África Occidental"):
- Benín
- Burkina Faso
- Costa de Marfil
- Guinea-Bisáu
- Mali
- Níger
- Senegal
- Togo

Estos ocho países tienen una población combinada de 134,7 millones de personas (en 2021) y un PIB combinado de 179 700 millones de dólares (en 2021).

### África Central

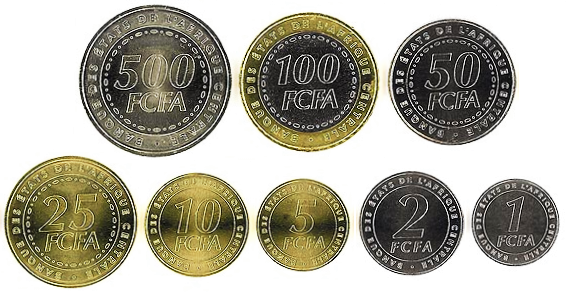
Monedas de francos CFA de África Central.

El franco CFA de África Central (XAF) se conoce en francés como Franc CFA, donde CFA significa Coopération financière en Afrique centrale ("Cooperación financiera en África Central"). Es emitido por el BEAC (Banque des États de l'Afrique Centrale, es decir, "Banco de los Estados de África Central"), con sede en Yaundé (Camerún), para los seis países de la CEMAC (Communauté Économique et Monétaire de l'Afrique Centrale, es decir, "Comunidad Económica y Monetaria de África Central"):
- Camerún
- Chad
- Gabón
- Guinea Ecuatorial
- República Centroafricana
- República del Congo

Estos seis países tienen una población combinada de 58,4 millones de personas (en 2021) y un PIB combinado de 103 300 millones de dólares (en 2021).
En 1975, los billetes CFA de África Central se emitieron con un anverso único para cada país participante y un reverso común, de forma similar a las monedas de euro.
Guinea Ecuatorial, la única excolonia española en la zona, adoptó el CFA en 1984.

## Galería

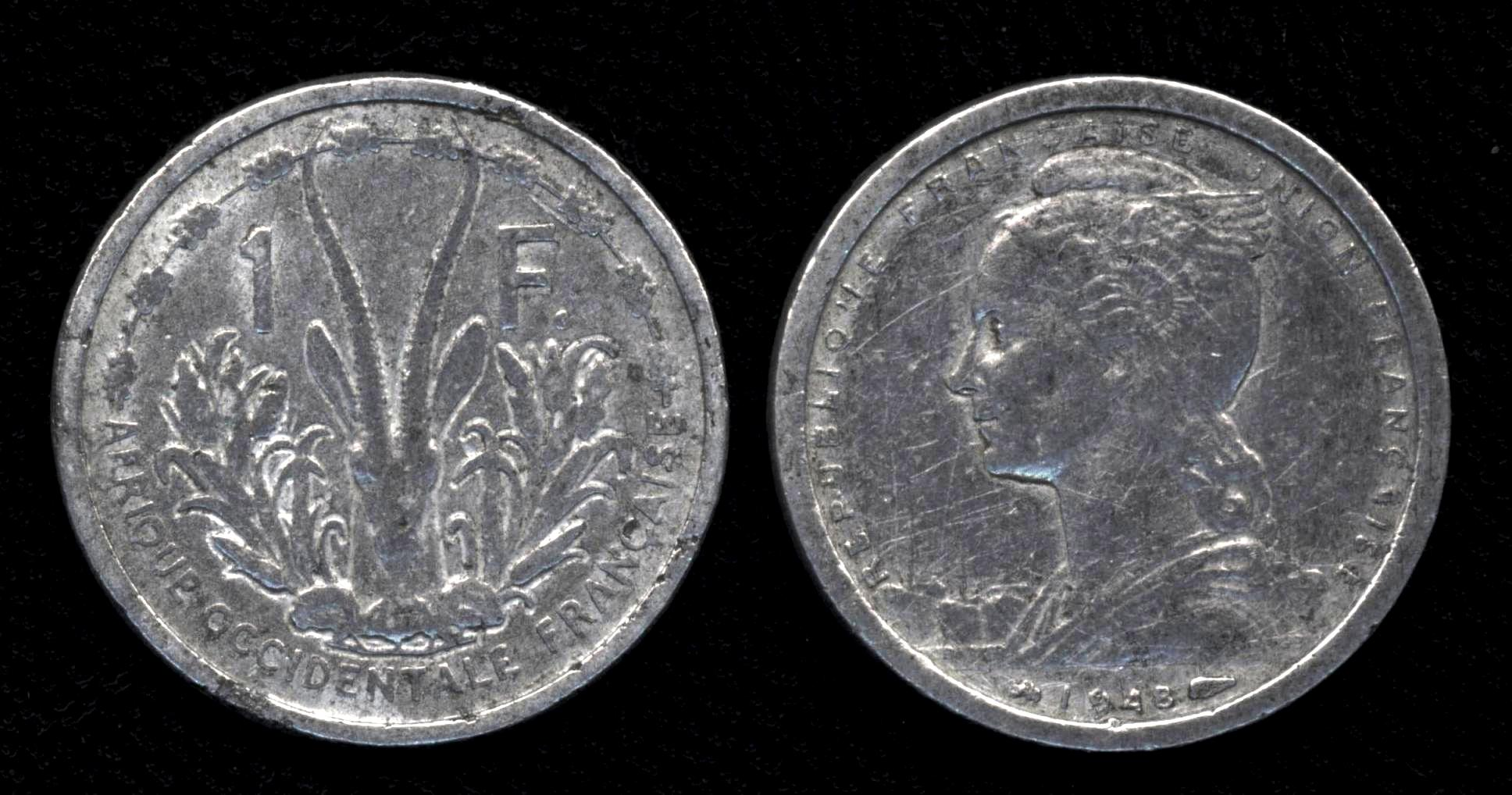
Moneda de 1 franco CFA.
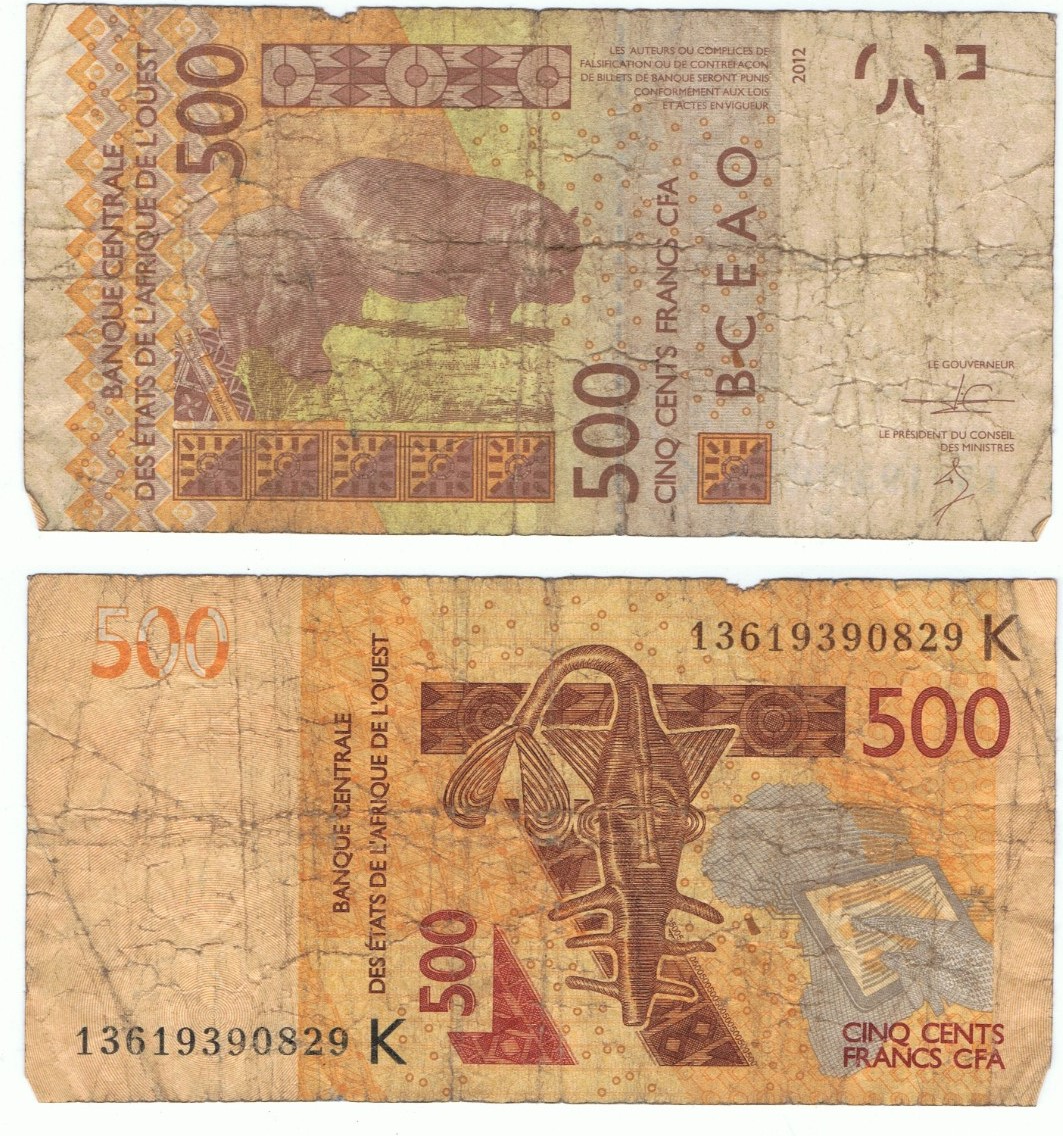
500 francos CFA de África Occidental.
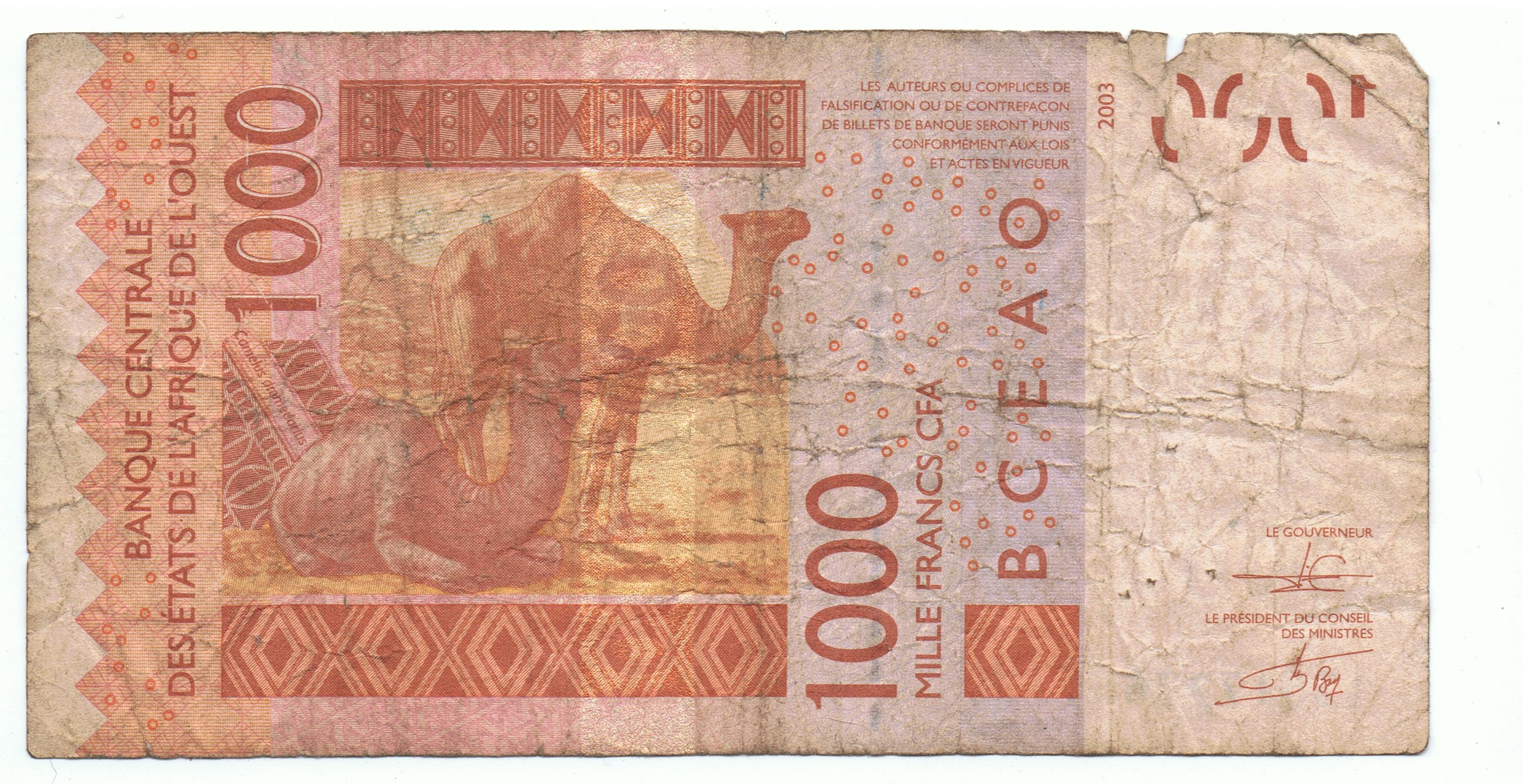
1000 francos CFA de África Occidental.